# غالو بلانكو
غالو بلانكو (بالإسبانية: Galo Blanco)‏ مواليد 8 أكتوبر 1976 في أوفييدو، هو لاعب كرة مضرب إسباني سابق بدأ مسيرته كمحترف سنة 1995 وكان يلعب باليد اليمنى، اعتزل اللعب في 2006. أعلى تصنيف له في الفردي كان المركز الـ 40 في سنة 1998.

## روابط خارجية
- غالو بلانكو على موقع رابطة محترفي التنس (الإنجليزية)
- غالو بلانكو على موقع الاتحاد الدولي لكرة المضرب (الإنجليزية)
- غالو بلانكو على موقع خلاصة التنس.كوم (الإنجليزية)